# Isodiscodes
Isodiscodes är ett släkte av fjärilar. Isodiscodes ingår i familjen mätare.
Kladogram enligt Catalogue of Life:
| Isodiscodes | \| \| Isodiscodes hyroglyphicata \| \| \| \| \| \| Isodiscodes nitidata \| \| \| \| \| \| Isodiscodes polycyma \| \| \| \| \| \| Isodiscodes renovata \| \| \| \| |
|             | \| \| Isodiscodes hyroglyphicata \| \| \| \| \| \| Isodiscodes nitidata \| \| \| \| \| \| Isodiscodes polycyma \| \| \| \| \| \| Isodiscodes renovata \| \| \| \| |
|             | Isodiscodes hyroglyphicata |
|             | |
|             | Isodiscodes nitidata |
|             | |
|             | Isodiscodes polycyma |
|             | |
|             | Isodiscodes renovata |
|             | |